# Lepidostoma hamatum
Lepidostoma hamatum är en nattsländeart som beskrevs av Weaver och Andersen 1995. Lepidostoma hamatum ingår i släktet Lepidostoma och familjen kantrörsnattsländor. Inga underarter finns listade i Catalogue of Life.